# Gramvousa (Thassos)
Gramvousa är en ö i Grekland. Den ligger i regionen Östra Makedonien och Thrakien, i den nordöstra delen av landet, 300 km norr om huvudstaden Aten. Den ligger utanför Thassos ösrea kust.